# Усмар Ісмаїл
Усмар Ісмаїл (Usmar Ismail, 20 березня 1921 — 2 січня 1971) — індонезійський кінорежисер, письменник, журналіст і боєць походження Мінангкабау. Його вважають піонером кінематографа в Індонезії. Він відомий як засновник сучасної драми в Індонезії, а також батько індонезійського кіно. Усмар помер від інсульту.

## Біографія

### Раннє життя
Усмар Ісмаїл народився у сім'ї Датука Туменґгунга Ісмаїла, викладача медичної школи в Паданге, та Сіті Фатіми. У нього є старший брат, який також причетний до світу літератури, а саме Dr. Абу Ханіфа, який використовував псевдонім Ель Хакім.
Усмар навчався в HIS Batusangkar, потім продовжив навчання в MULO Simpang Haru, Паданг, а потім в AMS-A Yogyakarta (зараз SMA Negeri 1 Yogyakarta). Після закінчення AMS він вступив до коледжу, а потім здобув ступінь бакалавра в кінематографі Каліфорнійського університету, Лос-Анджелес, США в 1952 році.
Усмар проявив свій літературний талант ще в молодшій школі. У той час він і його друзі, включаючи Розіхан Анвар, хотіли з'явитися на святкуванні дня народження кронпринцеси королеви Вільгельміни в гавані Муара, Паданг. Усмар хотів представити шоу з яскравим, унікальним і винятковим зовнішнім виглядом. Він разом із друзями відвідав свято, взяв напрокат човен і піратські вбрання. На жаль, запланований захід провалився, тому що вони прибули лише на заході сонця і ледь не знепритомніли від виснаження від катання на човні до гавані Муара. Проте невдале шоу Розіхан Анвар відзначив як ознаку того, що Усмар Ісмаїл дійсно талановитий режисер, який володіє фантазією, щоб показати цікаве та вражаюче видовище.
Після навчання в середній школі в Джок'якарті Усмар все більше і більше займався світом літератури. Він поглиблював свої драматургічні знання і брав активну театральну діяльність у своїй школі. Він також почав надсилати свої статті в різні журнали.

### Кар'єра
Його талант зріс під час роботи в Keimin Bunka Sidosho (штаб-квартира Японського культурного центру). Там він, Армійн Пане та інші гуманісти разом працювали над постановкою драми.
У 1943 році він заснував і став головою Fan Play «Майя» з Ель Хакімом, Розіханом Анваром, Корнелом Сіманджунтаком, Суджоджоно, Х. Б. Джассін та інші.
Після проголошення незалежності Усмар проходив військову службу і брав активну участь у світі журналістики в Джакарті. Коли голландці повернулися з союзними військами, він став членом ТНІ в Джок'якарті у званні майора. Разом з двома колегами, Сджамсуддіном Сутаном Макмуром і Рінто Алві, вони заснували газету під назвою Rakyat. У галузі редакції та журналістики Усмар був засновником і редактором Harian Patriot, редактором щомісячного журналу Arena, Джокьякарта (1948), «Gelanggang», Джакарта (1966—1967). Він також був головою Асоціації індонезійських журналістів (1946—1947).
Саме під час виконання своїх професійних обов'язків журналіста Усмар був кинутий у в'язницю голландцями, оскільки його звинуватили у причетності до диверсійної діяльності. У той час він працював політичним журналістом в агентстві новин Antara і висвітлював переговори Нідерландів і РІ в Джакарті. Інцидент стався в 1948 році.
У подальшому розвитку подій Усмар почав серйозніше цікавитися кіно. Активний член правління установ, пов'язаних з театром і кіно. Був головою Культурного консультативного органу Джок'якарти (1946—1948), головою Союзу драматичних артистів Джок'якарти (1946—1948), головою Індонезійської національної театральної академії в Джакарті (1955—1965), головою Національної консультативної ради з питань кіно (BMPN). У 1967 році BMPN заохочував уряд створити «Національний шаблон розвитку кіно». Він відомий як засновник Індонезійської національної кінокомпанії разом з Джамалуддіном Маліком та іншими кінопідприємцями. Потім він став її головою з 1954 по 1965 рік.
Він активно займався політикою. Він був генеральним головою Індонезійського інституту мусульманських художників (Лесбумі) (1962—1969), членом виконавчої ради Нахдатул-Улами (1964—1969), членом DPRGR/MPRS (1966—1969).
Після короткої допомоги Анджару Асмарі в режисурі «Сільська дівчина» у 1949 році, він дебютував у кіно як режисер із фільмом «Харта Карун». Він став широко відомим у всьому світі після того, як у 1961 році зняв фільм «Педжуанг», який задокументував незалежність Індонезії від голландців. Фільм був показаний на 2-му Московському міжнародному кінофестивалі й став першим вітчизняним фільмом, який був показаний на міжнародному кінофестивалі.
Він став першим індонезійцем, який заснував нічний клуб, а саме Miraca Sky, на вершині будівлі Sarinah наприкінці 1960-х років. Крім того, він також був лідером PT. Triple Т.

### Вплив
Створюючи «Кафедо», Усмар навчав молодих людей, які цікавилися режисерською діяльністю. Саме завдяки цій програмі Nya Abbas Acup увійшов у світ кіно. Він також відомий як зірковий бомбардир. Нурнанінгсі та Індріаті Іскак — два приклади людей, чия кар'єра стрімко злетіла.
«Кров і молитва» вважається першим національним фільмом в Індонезії.

### Відповідь громадськості
Кінокритики вважають, що його роботи, такі як Six Djam di Jogja та Sin Tak Berampun, мають індонезійський характер.
Під час свого ефіру на Metropole Crisis протягом п'яти тижнів привертав натовпи глядачів.
У 1962 році Комуністична партія Індонезії бойкотувала «Дитину Богородиці у злодійському гнізді».

### Премія
У 1962 році він отримав Хартію Віджаякусума від президента Сукарно. У 1969 році отримав премію за мистецтво від уряду Республіки Індонезія. Після смерті він був призначений зразковим громадянином DKI. Його ім'я увічнено як центр кіноіндустрії Джакарти, а саме кіноцентр Х. Усмара Ісмаїла. Крім того, концертний зал в Джакарті, Усмар Ісмаїл Хол, є місцем проведення оперних, музичних і театральних вистав, які названі його ім'ям.
20 березня 2018 року Google відзначив його 97-й день народження за допомогою Google Doodle. 30 жовтня 2021 року йому було надано звання Національного героя Індонезії.

### Співпраця зазнає невдачі і вмирає
У 1970 році Усмар Ісмаїл, який був режисером Perfini, уклав партнерство з італійською компанією для виробництва фільму «Пригоди на Балі». Однак процес і постпродакшн фільму були проблематичними. Розіхан Анвар сказав, що в початковій угоді ім'я Усмара як режисера буде включено у версію цього фільму, яка розповсюджується в Європі. Однак, коли Усмар відвідав Рим, щоб побачити завершення фільму, його ім'я взагалі не згадувалося. За словами Розіхана, Усмара обдурили італійські виробники. Фільм все ще був випущений під назвою Bali в 1971 році, але погано продавався на ринку.
У розпал труднощів Усмар продовжує боротися, щоб утримувати Перфіні та платити своїм співробітникам. Однак невдовзі Усмар захворів вдома через крововилив у мозок. Усмар Ісмаїл помер 2 січня 1971 року в Джакарті. Похований у ТПУ Карет Біву, Джакарта.

## Творчість

### Драма
- Перлина з Нуса Лаут (1943)
- Квітучий жасмин (1945)
- Сумний і щасливий (1950)

### Збірка поезій
- Smoky Butts (1950)

### Більше робіт
- Введення в світ кіно
- Усмар Ісмаїл приносить фільм (редактор J.E. Siahaan) (1983)

### Фільмографія
- Харта Карун (адаптовано за твором Мольєра) (1949)
- Тджітра (за його сценарієм) (1949)
- Кров і молитва (1950)
- Шість джамів у Джоджі (1951)
- Непрощенний гріх (1951)
- Отримай мою пісню (1952)
- Кафе (1953)
- Криза (1953)
- Пізня ніч (1954)
- Знову криза (1955)
- Великий гість (1955)
- Три Дари (1956)
- Вісім кутів вітру (1957)
- Гуртожиток Дари (1958)
- Воїни (1960)
- Тоха, герой Південного Бандунга (1961)
- Любов і гумор (1961)
- Дитя Богородиці в гнізді хранителя (1962)
- Баджанган за часом Фаджар (1962)
- Канікули на Балі (1963)
- Діти революції (1964)
- Канікули артиста (за п'єсою) (1965)
- Джа, Муалім (1968)
- Велике село (1969)
- Ананда (1970)